# La Curée
Pour les articles homonymes, voir Curée (homonymie).
La Curée est un roman d’Émile Zola paru en 1871. Deuxième volume de la série Les Rougon-Macquart, il a pour thème la vie débauchée de Paris au Second Empire, que Zola résume en ce groupe binaire « l’or et la chair ».

## Trame
Le personnage principal est Aristide Rougon, dit Saccard, qui va faire une rapide fortune en spéculant sur les futurs terrains à bâtir à l’époque des grands travaux menés à Paris par le baron Haussmann.
L’action se déroule à Paris. Eugène Rougon a fait carrière en politique grâce à son soutien à Napoléon III : il est ministre. Son frère Aristide commence en bas de l’échelle par un modeste emploi. Sa femme s’appelle Angèle. Ils ont une fille (Clotilde), placée chez son frère, le docteur Pascal Rougon à Plassans, et un fils (Maxime), mis en pension. Ils habitent un modeste appartement de deux pièces. Eugène aide son frère à obtenir un emploi à la mairie de Paris, ce qui permet à ce dernier d’avoir accès à tous les plans des travaux d’Haussmann. Lorsque sa femme meurt, il envoie sa fille chez Pascal, un de ses frères, et se marie peu de temps après, par intérêt, à une jeune fille nommée Renée Béraud du Châtel. Ayant pris le nom d’Aristide Saccard, il peut participer à la « curée », le dépeçage de Paris par les spéculateurs, tâche dont il s’acquitte à merveille. Il accumule rapidement une grande fortune en achetant à bas prix des immeubles entiers, dont il sait qu’ils seront bientôt rachetés à prix d’or par la ville, qui souhaite les détruire afin de construire les futurs grands boulevards de la capitale. Pourtant, Aristide a un train de vie faramineux et ne refuse aucune dépense pour ses proches. Ayant besoin de toujours plus d’argent, et alors qu’il accumule les échecs spéculatifs, il escroque sans aucun scrupule sa propre femme Renée, qui possède un important capital immobilier.
Le roman comporte également une intrigue amoureuse. Devenu veuf, Saccard a épousé Renée Béraud du Châtel, dont la fortune lui avait permis de se lancer dans la spéculation. Le couple est libre, chacun des deux époux ayant de nombreux amants sans que cela gêne l’autre le moins du monde. Jusqu’au jour où Renée, nouvelle Phèdre, tombe amoureuse de Maxime, fils que Saccard a eu de son premier mariage. La relation semi-incestueuse entre Renée et Maxime est finalement connue de Saccard, sans que celui-ci en soit vraiment affecté. Le roman se clôt sur une Renée abandonnée par Maxime, dépossédée de sa fortune par Aristide et qui sombre dans la folie avant de mourir d’une méningite.

## Personnages
- Aristide Rougon/Saccard : fils de Pierre et Félicité Rougon, il est le frère cadet d'Eugène Rougon, qu’il admire. Déjà apparu dans La Fortune des Rougon, il joue dans ce premier roman de la série des Rougon-Macquart le rôle du journaliste républicain de province. Opportuniste, il change de camp au moment du coup d’État et soutient le parti de ses parents, assistant sans intervenir au meurtre par un gendarme de son cousin Silvère, jeune insurgé politique idéaliste. Aristide Rougon change de nom pour celui de Saccard à son arrivée à Paris, en partie pour ne pas compromettre son frère en cas de découverte de ses malversations et en partie car « il y a de l’argent dans ce nom là ; on dirait que l’on compte les pièces de cent sous[1] ». Profondément cupide et fin stratège, son frère lui trouve une place à l’Hôtel de ville, ce qui lui permet de prendre part à la curée, via des spéculations relatives à la vente d’immeubles et de terrains parisiens à l’occasion de la réalisation des projets d’aménagement du baron Haussmann. De son premier mariage avec Angèle Sicardot, il a deux enfants, Clotilde et Maxime. Après la mort, bienvenue, de son épouse, il se remarie par l’entremise de sa sœur, Mme Sidonie, avec Renée Béraud du Châtel, riche héritière à qui il volera discrètement son argent et ses biens. Devenu une grande fortune de Paris, malgré des risques sérieux de banqueroute, il survit à sa seconde épouse à la fin du roman, plus complice que jamais de son fils et du régime. Il réapparaît par la suite dans L'Argent.
- Renée Saccard : née Béraud du Châtel, fille d’un ancien magistrat ayant démissionné après le coup d’État de Louis-Napoléon Bonaparte. Alors qu’elle sortait d’un couvent, elle est violée par un homme de quarante ans et tombe enceinte. Elle révèle à son père sa grossesse, mais non son viol, avec la complicité de sa tante. À la recherche d’un homme acceptant de se faire passer pour le père de l’enfant, elle trouve pour jouer ce rôle et l’épouser, par l'entremise de Mme Sidonie, Aristide Saccard. L’enfant ne voit pas le jour, Renée faisant une fausse couche, ce qui permet à Aristide de cumuler les avantages dans le monde que constituent une belle épouse, un grand nom, une grande fortune et de belles propriétés, sans avoir l’inconvénient de les partager avec un héritier. Personne amorale, ponctuellement dévorée de remords liés à son éducation de grande bourgeoise classique, Renée mène une vie de luxe insolent et de succès mondains, cherchant à satisfaire son désir de vices et de plaisirs. À l’arrivée au foyer familial de Maxime, elle le traite comme son enfant, rapidement comme son ami, avant de former le projet de le séduire et d’en faire, avec succès, son amant. Lorsque Maxime la quitte pour se marier à Louise et que son mari lui vole ses biens, elle sombre dans le chagrin, le jeu, et finit par mourir d’une méningite.
- Maxime Rougon/Saccard : fils d'Aristide et d'Angèle Rougon, il passe les treize premières années de sa vie à Plassans, élevé par sa grand-mère, Félicité Rougon (La Fortune des Rougon). Arrivé à Paris après la mort de sa mère, son physique androgyne et sa malice lui attirent les faveurs des grandes bourgeoises parisiennes. Archétype de l’homme-femme, symbole de la décadence de la haute société impériale, il représente également le « petit crevé », fils de parvenu parisien du Second Empire vivant des rentes de ses parents. Il aime les femmes et va même jusqu'à avoir une relation avec Renée, sa belle-mère.
- Sidonie Rougon/Saccard : sœur d’Aristide Rougon/Saccard que tout le monde appelle Mme Sidonie. Effacée, doucereuse, vêtue d’une éternelle robe noire, elle dirige un commerce douteux, jouant à la fois le rôle d’entremetteuse et de commerçante. Elle vit de l’agio et de l’embarras des autres. Ce personnage fait clairement écho à celui de La Méchain, qui apparaît dans L'Argent. Comme toute la branche des Rougon, elle est animée d’une soif de l’argent, du gain. Elle n’hésite ainsi pas un instant à proposer à Saccard de se marier avec Renée, alors que sa précédente femme, Angèle, agonise encore dans la chambre adjacente.
- Angèle Rougon/Saccard : née Sicardot, calme et douce, folle de nourriture et de maquillage, elle est la première femme d’Aristide Rougon. Elle découvre le secret de la curée lorsque son mari, ivre, lui révèle les plans secrets du baron Haussmann. À sa mort, des suites d’une maladie foudroyante, elle comprend les plans de remariage de son mari, mais semble, dans son dernier regard, lui pardonner cette cruauté.
- Eugène Rougon : déjà apparu dans La Fortune des Rougon, il est un des proches de Napoléon III et soutient son frère Aristide tout au long de son ascension. Ministre du Second Empire, il est le personnage principal de Son Excellence Eugène Rougon et joue également un rôle occulte dans la conquête de Plassans.
- Clotilde Rougon/Saccard : fille d’Aristide et Angèle Rougon/Saccard, elle part, après la mort de sa mère, vivre chez son oncle Pascal à Plassans. Elle réapparaît dans Le Docteur Pascal.
- Louise de Mareuil : fille de bourgeois, très riche héritière, elle est une des premières à découvrir l’inceste entre Maxime et Renée. Fiancée à Maxime, elle reste cependant placide et l’épouse. Atteinte d’une grave maladie, bossue et pleine d’esprit, elle finit sa vie en Italie avec son jeune mari, dans la première année de son mariage.

## Inspiration
Zola s'est inspiré de la spéculation immobilière parisienne qui a marqué la fin du Second Empire et le début des années 1870, marqué par la crise bancaire de mai 1873, qui a déclenché la Grande Dépression de la fin du XIXe siècle.

## Analyse
(décembre 2016).
La Curée est surtout une histoire quasi stendhalienne (malgré l'anachronisme) d'un parvenu, d'un pervers, ici un affairiste politique désireux de réussir à tout prix, qui ne le cache guère et y parviendra d'une curieuse et triple manière : d'une part, la trahison et l'opportunisme qui vont jusqu'à la mort, y compris d'un parent en principe aimé (changeant de casquette lorsqu'il sent tourner le vent en faveur de Napoléon III, il laissera fusiller son cousin sans intervenir, donnant ainsi des gages au nouveau pouvoir qu'il a rallié in extremis) ; d'autre part, la corruption (il spécule ensuite sur des biens qui vont lui être rachetés dix fois le prix qu'il les a payés, usant des informations d'un frère ministre — complice — qui connaît les projets de rénovation de Paris, ce qu'on pourrait appeler de nos jours un délit d'initié) ; enfin, il exploite  de riches personnages futiles, établis dans la société et finalement désarmés, présentés comme décadents et naïfs, les femmes en premier. Alors que sa propre épouse, gravement malade, n'est pas encore morte (elle expirera opportunément peu après), il va même se marier avec une jeune, belle et riche aristocrate, unique héritière d'une fortune, malencontreusement enceinte au sortir du couvent à la suite d'un viol (par un homme plus âgé qu'elle de vingt ans) et que son père cherche à tout prix à établir (elle fera une fausse couche et ce sera tout bénéfice).
Zola pointe ici la fragilité des classes dominantes engluées dans des positions morales rigides, inadéquates et mortifères, dont les femmes font les frais en tout premier lieu, le père n'ignorant rien de ce que vaut Saccard et des raisons qui le fondent à épouser Renée, et l'acceptant tout de même, la sacrifiant ainsi pour ce qu'il croit être l'honneur de son nom. Elle s'étourdira ensuite par une vie futile et dispendieuse et quelques amants de la même veine, dans l'indifférence d'un mari qui ne l'aime pas et auquel de telles dispositions conviennent parfaitement. Frustration ? Irrespect pour cet homme qui la délaisse et, sous des dehors aimables, la méprise ouvertement et l'exploite (il a accaparé tout son argent sans qu'elle n'en sache rien mais elle n’ignore pas qu'il ne l'a épousée que par intérêt) ? Elle tombera follement amoureuse de son propre beau-fils, rappelé de province par son père, un être comme elle (le cynisme en plus), léger, inconsistant, voguant au gré des circonstances et totalement dépendant d'un père qui a tout pouvoir sur lui. Un amour fou envers un homme-enfant qu'elle domine, qui ne lui semble pas dangereux. Son père l'a mariée de force, après un viol, avec un homme qui n'en voulait qu'à sa position et sa dot ; aussi, les hommes lui semblent des personnages redoutables. Notons que la différence d'âge entre son beau-fils et elle est moindre que celle entre Renée et son mari. Maxime lui cède et ce sont quelques instants de gaieté, de bonheur pur et enfantin.
Puis Saccard découvre l'adultère et, pragmatique, occulte sa fierté blessée et songe à s'en servir. Coup double encore une fois car il sait tirer profit et bénéfice de toutes les situations, même les plus tragiques. Désireux à présent de se débarrasser d'une femme encombrante qui risque de le dénoncer (il a besoin de toute sa dot, du reste déjà investie dans ses affaires, se trouve à ce moment au creux de la vague et ne peut la rembourser), il va utiliser son fils pour l'atteindre, le circonvenant pour qu'il la quitte, en lui faisant miroiter un riche mariage avec une jeune fille infirme, seule issue pour le sauver de la banqueroute. Double but. Le jeune homme résiste puis cède sous la pression. Désespérée par la trahison du seul homme qu'elle ait aimé, Renée tentera de le reconquérir, en vain, et sombrera alors dans la folie. Peu après, elle mourra de douleur (et d'une méningite). Maxime est marié, sa jeune épouse ne vivra pas longtemps, la fortune de Saccard est une fois de plus sauvée par les femmes et les affaires.

## Adaptation cinématographique
La Curée, adaptation franco-italienne réalisée par Roger Vadim en 1966 avec Jane Fonda et Michel Piccoli.

## Les lieux
La Curée se déroule à Paris au moment des travaux d'Haussmann. Les mentions de lieux précis sont nombreuses, Zola cherchant, dans une perspective naturaliste, à dessiner une géographie très réaliste de son roman. Rues, boulevards, avenues, parcs, restaurants, cafés, théâtres, tous les lieux mondains de la fin du XIXe siècle sont mentionnés. Afin de ne pas se contenter d'une liste exhaustive, nous proposerons une analyse symbolique des lieux dans La Curée. Pour cela nous verrons comment ceux-ci organisent et structurent le roman en deux séquences inversées qui symbolisent l'ascension et la chute.

### L'ascension
Les trois lieux constituant les séquences symboliques à prendre en compte sont les suivants : le bois de Boulogne, l'hôtel Monceau (la résidence des Saccard) et les Grands Boulevards. Le Bois de Boulogne est le lieu par lequel commence le roman au premier chapitre, lorsque Renée et Maxime font une promenade en calèche dans ce lieu d'exposition des grandes fortunes du Second Empire. C'est là que Renée dit s'ennuyer et vouloir trouver un nouvel amusement, un nouveau plaisir inédit.
Ensuite, l'hôtel Monceau est le deuxième lieu, la deuxième séquence de cette structure, et se trouve également dans le premier chapitre. Après leur promenade au Bois, Maxime et Renée rentrent chez eux pour le dîner qui est donné à l'hôtel. La description de celui-ci occupe ensuite une très large place, et c'est ici, lors du dîner, que Renée formule son désir inavouable, elle trouve le plaisir inédit qu'elle cherchait vainement dans la calèche : faire de Maxime son amant. Enfin, la dernière séquence de cette structure ternaire est la séquence des Grands Boulevards de Paris, sur lesquels Maxime et Renée se promènent dans le chapitre quatre. Renée a en effet demandé à Maxime de l'emmener à un bal donné par une demi-mondaine, mais elle s'y ennuie vite et part avec Maxime. Ils longent alors les Grands Boulevards construits par Haussmann. Cette structure ternaire mène à l'apogée du roman, qui marque également un decrescendo nécessaire pour la suite des évènements. L'apogée se situe au chapitre quatre, juste après leur déambulation sur les Grands Boulevards, au Café Riche : "Dans le grand silence du cabinet, où le gaz semblait flamber plus haut, elle sentit le sol trembler et entendit le fracas de l'omnibus des Batignolles qui devait tourner le coin du boulevard. Et tout fut dit. Quand ils se retrouvèrent côte à côte, assis sur le divan, il balbutia, au milieu de leur malaise mutuel." C'est ici que Renée et Maxime s'arrêtent pour dîner, et où ils vont finalement commettre l'adultère dans un cabinet particulier. Le roman peut donc être structuré selon une première phase d'ascension, qui mène jusqu'à l'apogée constituée de l'inceste. Ces trois grandes séquence symbolisées par des lieux permettent ainsi de condenser le roman et de le concentrer sur l'inceste, qui occupe une place majeure.

### La chute
Après l'acmé au Café Riche, on retrouve ces trois grandes séquences à l'identique mais dans un ordre inversé, dans une sorte de chiasme. Cet ordre n'est pas ici celui de l'ascension mais du decrescendo, de la descente qui mène à une fin inexorable. En effet l'on retrouve donc ensuite les Grands Boulevards dans cet ordre inversé. Au chapitre cinq, Renée et Maxime promènent leurs amours dans Paris, ils aiment particulièrement les longues flâneries sur les nouveaux boulevards. Ici l'histoire d'amour incestueuse se déploie après que la faute a été commise. Ensuite on retrouve la deuxième séquence constituée par l'hôtel Monceau, au chapitre six, lors du bal déguisé chez les Saccard. Comme dans le premier chapitre, l'hôtel est le lieu d'un événement mondain, durant lequel se joue une action décisive pour la suite du roman. Lors du premier chapitre Renée formulait son désir d'inceste à l'hôtel Monceau, ici Saccard découvre la relation de son fils et de sa femme. Enfin la dernière séquence est dans l'ordre inversé le Bois de Boulogne, où Renée se rend dans le dernier chapitre. Contrairement au début du roman elle est ici seule et abandonnée, et contemple l'étalage des millions avec lucidité. Elle prend conscience que la société dans laquelle elle évolue est viciée, que tout le monde y joue un rôle mais ne cherche en réalité qu'à s'enrichir et à jouir de tous les plaisirs possibles. La dernière séquence reprend ainsi parfaitement la première, lui donnant un écho inversé, puisqu' ici tout est terminé, Renée est seule, l'inceste a été commis, a trouvé sa fin, et seule la mort l'attend. Elle a exploré le dernier plaisir, la dernière joie possible, elle ne peut donc plus être heureuse ou même se contenter.

## Éditions et bibliographie

### Éditions
- La Curée, Paris, G. Charpentier et E. Fasquelle, 1895    (Wikisource).
- La Curée, étude et commentaires de Philippe Bonnefis, notes de Brigitte Bercoff, préface d'Henri Mitterand, publié sous la direction de Michel Simonin, Le Livre de poche, 1996.
- La Curée, notes, dossier, chronologie et bibliographie par François-Marie Mourad, GF Flammarion, 2015.